# Johann Daniel Fritzer
Johann Daniel Fritzer (* um 1600 in Senheim; † März 1661 in Winningen) war ein deutscher Vogt, Gerichtsschreiber und Schultheiß.

## Leben
Johann Daniel Fritzer war ein Sohn des Steinkallenfelserhofer Hofmanns Philipp Fritzer aus Senheim. Es wird angenommen, dass ein Johann Daniel Fritzer, der im Jahre 1631 als Vogt zu Bruttig in Erscheinung trat, sein Taufpate war. Fritzers erste eigene Erwähnung stammte aus dem Jahre 1620, wo er in einem Zinsregister von Senheim vermerkt wurde. Am 10. Juni 1631 nannte man ihn erstmals als Gerichtsschreiber von Kastellaun und von 1631 bis 1641 wurde er dort mehrfach als Gerichtsschreiber sowie als Schultheiß bezeichnet.
Im Frühjahr des Jahres 1643 erhielt er vom Kastellauner Amtman Joseph Zandt von Merl Patronage und wurde daraufhin zum Vogt von Winningen an der Mosel nominiert. 1645 bewarb er sich wiederum mit Hilfe Joseph Zandt von Merl's hartnäckig um eine Stelle als Kellner zu Diensten des Herren Boos von Waldeck, jedoch wurde ihm dieses Begehren verweigert. Im Zeitraum von 1643 bis 1661, in dem Johann Daniel Fritzer nachweislich Vogt zu Winningen war, fielen zahlreiche Hexenprozesse. Dabei war er sowohl als Gerichtsschreiber von Kastellaun, als auch als Vogt zu Winningen beteiligt.
Aufgrund dessen, dass Winningen zur Grafschaft Sponheim gehörte, lutherisch war und durch Wilhelm von Baden mit allen ihm zustehenden Ämter mit Katholiken besetzt worden war, kam es zu religiösen Spannungen. Insbesondere auch dadurch, worüber sich Fritzer im Jahre 1659 beschwerte: ...der lutheranische Kaplan habe ihm und seine Frau durch die Zähne gezogen, daß sie die Kirche ihrer Religion und nicht die Seinigen besuchen sollten. In den Büchern der evangelischen Kirche wurde Fritzer 1643, 1646, 1648, 1656 zwei Mal und zuletzt noch 1657 als Pate erwähnt.
Im Zusammenhang mit Senheim wurde Fritzer lediglich im Jahre 1636 gemeinsam mit dessen Tante als Verwalter des Steinkallenfelser Hofes, sowie um 1650 mit Gütern, welche Jörs Stephan als Lehnsmann des Vogtes zu Winningen in Händen hielt, genannt.

## Familie
Johann Daniel Fritzer und dessen Ehefrau Veronika, die erstmals am 29. September 1653 und weiterhin am 12. August 1660 sowie am 8. Dezember 1661 in Winningen als Patin genannt wurde, hatten zwei gemeinsame Kinder. Sohn Philipp Fritzer wurde am 20. Juli 1625 geboren und war seit dem 24. November 1648 mit Katharina, geb. Litzen (1619–1675) verheiratet. Philipp verstarb am 30. November 1708. Tochter Maria Margaretha Fritzer wurde urkundlich am 2. September 1660 (ihrem Geburtsdatum) als Patin und Tochter des Vogtes in Winningen genannt.